# Juri Walentinowitsch Schirkow
Juri Walentinowitsch Schirkow (russisch Юрий Валентинович Жирков, englisch Yuri Valentinovich Zhirkov; * 20. August 1983 in Tambow, Russische SFSR, Sowjetunion) ist ein ehemaliger russischer Fußballspieler, der auf der linken Außenbahn sowohl in der Offensive als auch auf der Außenverteidigerposition eingesetzt wurde.

## Karriere

### Verein
Er begann seine Karriere in seiner Heimatstadt bei Spartak Tambow. Im Jahr 2004 unterschrieb Juri Schirkow einen Vertrag beim Hauptstadtklub ZSKA Moskau. Mit ZSKA war er national wie international erfolgreich: Er wurde mehrmals russischer Meister und Pokalsieger und gewann außerdem den UEFA-Pokal. Im Oktober 2008 gehörte er zu den 30 Spielern, die von France Football für den Ballon d’Or 2008 nominiert wurden.
2009 wechselte er zum FC Chelsea, wo er nicht besonders gesetzt war, sondern eher auf der Auswechselbank saß.
Am 6. August 2011 gab der russische Erstligist Anschi Machatschkala die Verpflichtung von Schirkow bekannt. Aufgrund seiner schnellen Antritte und seiner guten technischen Fähigkeiten wird Zhirkov in den Medien auch als „Ronaldinho“ Russlands bezeichnet.
Mitte August 2013 wechselte Schirkow gemeinsam mit Igor Denissow und Alexander Kokorin zum FK Dynamo Moskau. In seinem Debüt für Dynamo wurde er eingewechselt und schoss direkt ein Tor. Auch den Rest der Saison machte er noch einen Doppelpack und insgesamt vier Torvorlagen. Das Team qualifizierte sich am Ende der Saison für die Europa League, wo sie es bis ins Achtelfinale schafften und dort gegen den SSC Neapel ausschieden. In der Liga landete Schirkows Team am Ende auf Platz vier ohne ein Tor von ihm selbst. In der Saison 2015/16 spielte Schirkow nur in der Hinrunde für Dynamo.
Im Januar 2016 wechselte Schirkow zu Zenit St. Petersburg, wo er direkt im ersten Spiel in der Startelf stand. Außerdem gewann er den russischen Pokal mit Zenit. In der darauffolgenden Saison spielte Zenit in der Europa League, wo das Team sogar Gruppenerster wurde, aber in der Zwischenrunde ausschied. In der Liga machte Schirkow endlich mal wieder ein Tor. In der Folgesaison stand er mit seinem Team mal wieder in der Europa League. Auch dieses Jahr belegten sie Platz eins in der Gruppe. Im Achtelfinale war dann aber Schluss gegen Leipzig. In der Saison 2018/19 plagte ihn eine lange Achillesfersen-Verletzung und er fiel lange aus. Die Folgesaison sollte dann aber wieder deutlich besser laufen. Er machte bis zu Corona-Pandemie zwei Tore in 17 Spielen und er spielte mit Zenit in der Champions League.

### Nationalmannschaft
Bei der Fußball-Europameisterschaft 2008 gehörte er zum Kader der russische Nationalmannschaft und gehörte dem 23 Spieler starken UEFA-Allstar-Team an. Seit 2004 absolvierte Schirkow 90 Länderspiele und erzielte dabei zwei Treffer. Ab dann war er auch bei fast allen großen Turnieren dabei. Außerdem hält Schirkow den kuriosen Rekord von 60 Spielen ohne Tor als einziger Feldspieler der russischen Nationalmannschaft. Zur Fußball-Europameisterschaft 2021 wurde er in den Kader Russlands berufen, kam aber mit diesem nicht über die Gruppenphase hinaus.

## Erfolge
- Englischer Meister 2009/10
- Englischer Supercupsieger: 2009
- Englischer Pokalsieger: 2009/10
- Russischer  Meister: 2005, 2006, 2018/19, 2019/20
- Russischer Vizemeister: 2004, 2008
- Russischer Pokalsieger: 2004/05, 2005/06, 2007/08, 2008/09, 2015/16, 2019/20
- Russischer Supercupsieger: 2004, 2006, 2007, 2009, 2017
- UEFA-Pokalsieger: 2004/05
- UEFA-Allstar-Team der Europameisterschaft 2008[6]
- Fußballer des Jahres in Russland: 2008 (Futbol)

## Privates
Schirkow hat drei Geschwister, zwei Brüder und eine Schwester. Schirkow ist seit dem 1. Februar 2008 mit der ehemaligen Miss-Russland Inna Karetnikova verheiratet. Das Paar hat zwei Kinder, einen Sohn (* 2008) und eine Tochter (* 2010). Im Dezember 2008 schloss Schirkow ein Studium an der Tambower Staatlichen Universität ab.
Im Januar 2005 überlebte Schirkow in seiner Geburtsstadt Tambow einen schweren Autounfall.
Während des Russischen Präsidentschaftswahlkampfes 2012 gehörte Schirkow zu den „vertrauten Personen“ von Wladimir Putin.